# 吉永彩乃
吉永 彩乃（よしなが あやの）は、日本の女優、タレント、モデル。東京都出身。

## 略歴
2020年6月17日より吉永彩乃として活動開始。趣味でマラソンもしており、2023年2月26日には大阪マラソンに参加。人生初のフルマラソンを4時間49分で完走した。

## 出演

### 舞台
- 椿欣也25周年記念公演　文七元結（2019年10月8日、東京・日本橋公会堂、10月11日、徳島・あわぎんホール、10月13日、オデオン座）- お七役[2]。
- 浦河さん家の夏模様（2020年8月25日～30日、上野ストアハウス）- 主演 浦河みづき 役[3]。
- 嘘とホントの婚活パーティー(仮)　Part3（2021年3月6日、大塚ドリームシアター）[4]。
- 椿欣也座長公演（2022年5月8日、龍ケ崎文化会館）[5]。
- 椿欣也特別公演（2023年1月15日、岡山公演）
- 椿欣也豪華絢爛ショー（2023年2月5日、上八万コミュニティセンター）[6]。
- TRICKY MOUSE（2022年3月30日～4月3日、新宿シアターモリエール）- 主演 元南菜々子 役[7][8]。
- 椿欣也座長公演（2022年5月8日、大昭ホール龍ケ崎）[9]。
- 第30回 椿欣也特別公演～2023～[10]（2023年8月5日、大昭ホール龍ケ崎）彩（あや）役
- 第30回 椿欣也特別公演～2023～（2023年8月6日、座・高円寺[11]）お龍（たつ）役
- 第30回 椿欣也特別公演～2023～（2023年8月26日、山城総合文化センター アスピホール）彩（あや）役
- 第30回 椿欣也特別公演～2023～（2023年8月5日、徳島グランヴィリオホテル 大ホール）お龍（たつ）役
- 第31回 椿欣也芸能生活30周年記念公演[12]（2024年5月19日、野方区民ホール）アヤコ 役[13]
- 第31回 椿欣也芸能生活30周年記念公演（2024年5月21日、川崎市総合福祉センター エポックなかはら大ホール）アヤコ 役
- 第31回 椿欣也芸能生活30周年記念公演（2024年5月25日、山城総合文化センター 大ホール）アヤコ 役
- 第31回 椿欣也芸能生活30周年記念公演（2024年5月26日、徳島グランヴィリオホテル 大ホール）アヤコ 役
- 椿欣也の世界～愛と優しさ～（2024年11月23日、三越劇場）[14][15]。
- 第32回椿欣也特別公演（2025年2月16日、大さん橋ホール ）アヤコ 役[16]）
- 椿欣也特別公演〜百花繚乱 スペシャル歌謡舞踊〜（2025年2月22日、志木市民会館 仮設会議室）[17][18][19]
- 椿欣也特別公演〜五月雨の降り残してや光舞台〜（2025年4月27日、徳島グランヴィリオホテル 大ホール）[20][21]
- 椿欣也特別公演〜五月雨の降り残してや光舞台〜（2025年5月3日、南大塚ホール）[22]

### インターネット放送
- なんだかんだ夜ナマっ！！（2022年7月4日 - 2023年5月10日、北千住Cwave）[23][24]。

- 吉永彩乃のななまるTV（2019年2月21日 - 2023年6月19日、北千住Cwave）[25][26]。

### その他
- 第69代横綱白鵬 ディナーショー（2019年10月20日、徳島グランヴィリオホテル）[27]。
- キム･ヨンジャ コンサート2019（2019年11月26日、大阪新歌舞伎座）[28]。
- ベトナム カントー市 第5回越日経済・文化交流フェスティバル（2019年11月29日、南部メコンデルタ地方カントー市）[29]。
- 椿欣也レビューショー（2020年11月23日、ラドンナ原宿）[30]。
- ホラートーク＆LIVEイベント（2022年8月21日、目黒カフー）[31]。
- チャリティー舞踏会（2022年9月25日、大昭ホール龍ケ崎）
- 第101回歌謡舞踊公演 彩花の会（2022年10月8日、浅草公会堂）
- サステナブルファッションショー（2022年10月24日、株式会社アゲイン、JRホテルクレメント徳島 4F クレメントホール）[32]。
- 椿欣也スペシャルショー＆ランチ（2022年11月23日、徳島グランヴィリオホテル）
- 茨城 龍扇美和主催イベント（2022年12月18日、スペース龍扇） - 個人舞踏
- 椿欣也プレミアムバレンタインランチショー（2023年2月12日、ラドンナ原宿）[33]。
- 第102回歌謡舞踊公演 彩花の会 椿欣也商業演劇特別公演（2023年4月5日、国立劇場）[34]。